# 伊藤貞司
伊藤 貞司（テイジ・イトウ、Teiji Ito、1935年1月22日 - 1982年8月16日）は、日本の作曲家であり演奏家。マヤ・デレンによる前衛的な映画のスコアを担当したことで最もよく知られている。

## 略歴
伊藤は東京の芸能一家に生まれた。母親であるテイコ・オノ（テイコ・イトウ）はダンサーであり、彼の父親である伊藤裕司（伊藤為吉の四男）はデザイナー兼作曲家であった。6歳の時に家族でアメリカに移住することとなった。ニューヨークにあるアメリカ自然史博物館における母親のダンス・パフォーマンスに伊藤は同行し、自身も日本と韓国のダンスをパフォーマンスした。15歳の時には家から逃げ出したことがあった。
作曲は17歳で始めた。この間、1955年にマヤ・デレンと出会い、彼女と一緒にハイチへと向かった。そこで伊藤はドラム・マスターのもとでドラマーとして勉強することとなる。伊藤はまた、デレンの求めに応じて、デレンの映画『午後の網目 (Meshes of the Afternoon)』のスコアを作曲した。1960年、伊藤はデレンと結婚し、1961年に彼女が亡くなるまでその関係は続いた。
1960年から1961年にかけてのオフ・ブロードウェイ・シーズンに、彼のスコアがオビー賞を受賞した。その受賞作品には、ブレヒトの『In the Jungle of Cities』、『ユビュ王』、そして『Three Modern Japanese Plays』が含まれていた。1963年には『カッコーの巣の上で』のブロードウェイ・ミュージカル化のためのスコアを作曲している。伊藤は1971年、ニューヨーク・シティ・バレエ団によって行われたバレエ作品『Watermill』を書いた。1972年に『The Japanese Garden : An Approach to Nature』という本を執筆した。その本は日本庭園の基本的な要素について詳しく書かれている。伊藤はまた、ジーン・アードマンの「開眼の劇場 (Theater of the Open Eye)」のために作曲と演奏を行った。
伊藤と彼の4人目の妻、シェレルは、ハイチにいる間に彼女が撮影した1947年から1951年までのデレンの映像を編集した。これはドキュメンタリー映画『聖なる騎士たち：ハイチの生きた神々 (Divine Horsemen: The Living Gods of Haiti)』として仕上がった。
ハイチ滞在中の1982年、伊藤は心臓発作によって亡くなった。
日系アメリカ人俳優のジェリー伊藤（1927年-2007年）は、伊藤貞司の従兄弟であった。

## ディスコグラフィ

### アルバム
- Meshes: Music For Films and Theater (1997年、O.O. Discs)
- King Ubu (1998年、ツァディク)
- Music For Maya: Early Film Music Of Teiji Ito (2007年、ツァディク)
- Tenno (2007年、ツァディク)
- The Shamanic Principles (2008年、ツァディク)
- Watermill (2008年、ツァディク)

### 参加アルバム
- ニューヨーク・ジャズ・カルテット: New York Jazz Quartet Goes Native (1957年)
- ハービー・マン: Gone Native (1961年)
- ジーン・アードマン: The Coach With The Six Insides (Original Cast Album) (1966年) ※舞台『六人を乗せた馬車』サントラ
- 須磨の嵐: 『須磨の嵐』 - Suma No Arashi (1970年)
- 黛敏郎&須磨の嵐: 『序破急』 - Johakyu (1970年)
- ミッキーカーチス&サムライ: 『河童』 - Kappa (1971年)
- 赤い鳥: 『WHAT A BEAUTIFUL WORLD』 - What A Beautiful World (1971年)
- Yusen Kuzuhara、Teiji Itoh: Le Koto De Yusen Kuzuhara Et Le Shakuhachi De Teiji Itoh (1978年)
- ガイ・クルセヴェク、フィリップ・ジョンストン: Tales From The Cryptic (2003年)